# Центральная Италия

Центральная Италия на карте страны

Центральная Италия (итал. Italia centrale, Centro) — срединная часть современной республики Италия, макрорегион, одна из пяти официальных групп регионов Национального института статистики Италии (ISTAT). Евростат, статистическая служба Европейского Союза, присвоил этой территориальной единице NUTS первый уровень. Кроме того, она является одним из округов Европейского парламента.

## Состав
Центральная Италия объединяет четыре из двадцати регионов страны:
| Регион  | Столица   | Население |
| ------- | --------- | --------- |
| Лацио   | Рим       | 5 870 451 |
| Марке   | Анкона    | 1 553 138 |
| Тоскана | Флоренция | 3 750 511 |
| Умбрия  | Перуджа   | 896 742   |

Совокупная площадь этой группы регионов — 58 051 км², население (конец 2013 года) — 12 070 842 человек. Наибольший по населению город — столица страны Рим (2,865 млн человек).
В географическом смысле к Центральной Италии иногда относят и два региона южной части страны — Абруццо и Молизе. Кроме того, в этом макрорегионе находятся два независимых карликовых государства — Ватикан и Сан-Марино, — а также экстерриториальная резиденция Мальтийского ордена.

## История
Во времена античности территорию населяли разнообразные индоеверопейские (италийские латины) и неиндоевропейские (этруски) племена. Все они были объединены и романизированы в границах Римской империи. После 476 года нашествия германских племён с севера и византийцев с юга, а также усиление власти римских пап привели к дезинтеграции античной романской общности полуострова на ряд мелких государственных образований с большим разнообразием субкультур и диалектов.
Центральноитальянские диалекты от северных отделяет изоглосса линия Специя-Римини, а от южных линия Рим-Анкона. В целом они наиболее приближены к классической латыни, обнаруживают немало сходств с иберо-романскими, а также с балкано-романскими языками. В Центральной Италии возник и современный литературный итальянский язык (в основе своей — тосканский язык).
В средние века в центральной Италии существовало несколько государств (Пиза, Тоскана и др.) Значительную часть территорий центральной Италии объединили под своим «светским» управлением Римские папы с 754 по 1870. Возникла так называемая Папская область.

## Особенности
Центральная Италия занята сильно расчленёнными хребтами Центральных Апеннин, имеется много линий сейсмологических разломов, чередующихся с котловинами, высока вероятность разрушительных землетрясений, например, землетрясение в Авеццано 1915 года.
Экономика Центральной Италии имеет смешанный аграрно-промышленный характер. В промышленном секторе ранее преобладало мелкопромышленное производство, лёгкая промышленность, производство и выделка кожи, обуви. С конца 90-х годов сектор переживает упадок из-за конкуренции с китайскими производителями. В настоящее время регион в целом имеет невысокий уровень жизни, значительны безработица и неполная занятость. Основная доходная отрасль — туризм.